# Andrzej Kaliszewski
Andrzej Kaliszewski (ur. 17 maja 1954 w Krakowie) – polski medioznawca, literaturoznawca, krytyk literacki, publicysta, poeta, doktor habilitowany, profesor uczelni na Uniwersytecie Jagiellońskim w Krakowie (Instytut Dziennikarstwa, Mediów i Komunikacji Społecznej, Wydział Zarządzania i Komunikacji Społecznej).

## Życiorys
Urodził się w rodzinie Zdzisława, radcy prawnego, i Wandy z domu Pychowskiej, ekonomistki. Ukończył I Liceum Ogólnokształcące im. Bartłomieja Nowodworskiego w Krakowie oraz filologię polską i edytorstwo na Uniwersytecie Jagiellońskim. Doktoryzował się na podstawie rozprawy Świat poezji Zbigniewa Herberta (1981, Wydział Filologiczny UJ, promotor doc. dr hab. Wiesław Paweł Szymański). Stopień naukowy doktora habilitowanego (w dziedzinie literaturoznawstwa) otrzymał w 2008 roku na podstawie rozprawy Nostalgia stylu. Neoklasycyzm liryki polskiej XX wieku w krytyce, badaniach i poetykach immanentnych (Uniwersytet Jagielloński). Od roku 1995 pracuje na Uniwersytecie Jagiellońskim (gdzie pełnił m.in. stanowiska Kierownika Zakładu Genologii Dziennikarskiej, Kierownika Studiów Podyplomowych). Wykładał również na Akademii Pedagogicznej w Krakowie oraz na Wydziale Polonistyki UJ. Jest profesorem uczelni na Uniwersytecie Jagiellońskim (Wydział Zarządzania i Komunikacji Społecznej, Instytut Dziennikarstwa, Mediów i Komunikacji Społecznej). Jako literaturoznawca specjalizuje się w poezji współczesnej i krytyce literackiej; jako medioznawca: w literaturze faktu, teorii i historii gatunków dziennikarskich, teorii i historii reportażu. Członek Komisji Medioznawczej Polskiej Akademii Umiejętności (od 2017 r.).
W 2020 został odznaczony Złotym Medalem za Długoletnią Służbę.

## Działalność literacka
Zadebiutował wierszami na łamach „Życia Literackiego” w 1971 roku. Jako pisarz najczęściej publikował w „Życiu Literackim”, „Literaturze”, „Poezji”, „Piśmie Literacko-Artystycznym”, „Piśmie”, „Odrze”, „Studencie”, „Dzienniku Polskim” i „Radarze”. Jako poeta należał do grupy literackiej „My”, współtworząc tzw. Pokolenie Nowych Roczników. Członek Związku Literatów Polskich od 1978 do jego rozwiązania, następnie – przez kilka lat - członek „nowego” ZLP. Jego utwory tłumaczono na języki: angielski, czeski, estoński, fiński, niemiecki, rosyjski, serbsko-chorwacki, węgierski i rumuński.

## Publikacje
Książki i monografie naukowe
- Gry Pana Cogito, Kraków 1982, Wydawnictwo Literackie, [Monografia twórczości Zbigniewa Herberta] ISBN 83-08-00789-9.
- Gry Pana Cogito [wyd. zmienione i rozszerzone], Łódź 1990, Wydawnictwo Łódzkie[6].
- Książę z Kraju Łagodności, Kraków 1988, Wydawnictwo Literackie, [Monografia twórczości Jerzego Harasymowicza] ISBN 83-08-01569-7.
- Gatunki dziennikarskie. Teoria – praktyka – język. [współaut. K. Wolny-Zmorzyński i W. Furman] Warszawa 2006, Wydawnictwa Akademickie i Profesjonalne ISBN 978-83-60501-01-6.
- Nostalgia stylu. Neoklasycyzm liryki polskiej XX wieku w krytyce, badaniach i poetykach immanentnych (w kontekście tradycji poetologicznej klasycyzmu), Kraków 2007, Wydawnictwo Uniwersytetu Jagiellońskiego ISBN 978-83-233-2311-2.
- Wieczna gra (artykuły i szkice), Kraków 2009, Księgarnia Akademicka ISBN 978-83-7188-246-3.
- Gatunki dziennikarskie. Teoria – praktyka – język. Drugie wydanie. [Współaut.: K. Wolny-Zmorzyński, W. Furman], Warszawa 2009, Wyd. Profesjonalne i Akademickie ISBN 978-83-7644-015-6.
- „Słowo czynów cieniem”. Polski reportaż wojenny i publicystyka wojenna autorów kręgu Legionów Polskich i Korpusów Polskich (1914-1920), Kraków 2013, Tow. Studiów Dziennikarskich ISBN 978-83-60837-71-9.
- Prasowe gatunki dziennikarskie [współaut. W. Furman , J. Snopek, K. Wolny-Zmorzyński] Warszawa 2014, Poltext ISBN 978-83-7561-405-3.
- Bagnet i pióro. Twórczość publicystyczna Juliusza Kadena-Bandrowskiego, Toruń 2015, Wydawnictwo Adam Marszałek ISBN 978-83-8019-241-6.
- Co jest grane? O cechach dystynktywnych gatunków radiowych i telewizyjnych [współaut. K. Wolny-Zmorzyński], Warszawa 2016, Wydział Dziennikarstwa i Nauk Politycznych Uniwersytetu Warszawskiego ISBN 978-83-65497-09-3.
- Mistrzowie polskiego reportażu wojennego (1914–2014), Kraków 2017, Wydawnictwo Uniwersytetu Jagiellońskiego ISBN 978-83-233-4301-1.
- Fakty i artefakty. Formy paraartystyczne w mediach (współaut. Edyta Żyrek-Horodyska, Kraków 2018, Wydawnictwo Uniwersytetu Jagiellońskiego) ISBN 978-83-233-4485-8.
- Kasandry i amazonki. W kręgu kobiecego reportażu wojennego (współaut. Edyta Żyrek-Horodyska, Wyd. UJ 2019) ISBN 978-83-233-4730-9.

Podręczniki, leksykony
- Gatunki dziennikarskie. Specyfika ich tworzenia i redagowania. [współaut. K. Wolny-Zmorzyński i W. Furman], Rzeszów 2000, Wyższa Szkoła Zarządzania w Rzeszowie, ISBN 83-88397-00-8.
- Słownik terminologii medialnej, pod red. Walerego Pisarka, Kraków 2006, UNIWERSITAS [autorstwo 30 haseł], ISBN 978-83-242-1151-7.
- Źródła informacji dla dziennikarza, [Współaut.: K. Wolny-Zmorzyński, W.Furman, K. Pokorna-Ignatowicz], Warszawa 2008, Wyd. Profesjonalne i Akademickie, ISBN 978-83-6050-116-0.
- 4.	Główne nurty w kulturze XX i XXI wieku. Podręcznik dla studentów dziennikarstwa i komunikacji społecznej, Poltext s z o.o., Warszawa 2012, ISBN 978-83-756-1111-3.

Książki poetyckie
- Popiół [wiersze], Warszawa, PAX 1976[7].
- Paszcza [wiersze], Warszawa, Czytelnik 1985 ISBN 978-8307012391.
- Herezja [wiersze], Kraków, LEX, 1995[8].
- Wiersze wybrane, (posłowie Leszka Żulińskiego), Kraków, Behemot, 1995[9].
- Galop [wiersze], Kraków, Wydawnictwo Literackie, 1978[10].